# Ilija Petković
Ilija Petković (Tenin, 22 settembre 1945 – Belgrado, 27 giugno 2020) è stato un allenatore di calcio e calciatore jugoslavo e successivamente serbo-montenegrino e serbo, di ruolo centrocampista.
Petkovic è morto nel giugno del 2020, vittima del coronavirus, lasciando il figlio Dušan, anche lui calciatore.

## Palmarès

### Giocatore
- Coppa di Jugoslavia: 1

OFK Belgrado: 1965-1966

### Allenatore
- Campionato svizzero: 1

Servette: 1993-1994

#### Individuale
- Allenatore serbo-montenegrino dell'anno: 1

2005